# كأس جمهورية أيرلندا 2011
كأس جمهورية أيرلندا 2011 (بالإنجليزية: 2011 FAI Cup)‏ هو الموسم 88 من كأس جمهورية أيرلندا. أقيم خلال الفترة 20 مارس 2011 وحتى 6 نوفمبر 2012، وأشرف على تنظيمه اتحاد أيرلندا لكرة القدم، وكان عدد الأندية المشاركة فيه 45، وفاز فيه نادي سليغو روفرز.